# Kaple svatého Cyrila a Metoděje (Smolín)
Kaple svatého Cyrila a Metoděje je římskokatolická kaple ve vesnici Smolín, části města Pohořelice v okrese Brno-venkov. Je chráněna jako kulturní památka České republiky.
Byla postavena v pozdně barokním slohu v roce 1758 na návsi Smolína. Jedná se o jednoduchou stavbu obdélného půdorysu s půlkruhově ukončeným kněžištěm. Na východní straně ke kapli přiléhá přistavěná sakristie, nad lodí se na střeše nachází čtyřboká zvonice.
U kaple se nachází hřbitov.
Je filiálním kostelem medlovské farnosti.